# John Curry
John Anthony Curry (Birmingham, 9 settembre 1949 – Binton, 15 aprile 1994) è stato un pattinatore artistico su ghiaccio britannico, specializzato nel singolo.
Ha vinto la medaglia d'oro olimpica nel pattinaggio di figura alle Olimpiadi invernali 1976 tenutesi a Innsbruck.

## Biografia
Curry ha iniziato a pattinare da bambino, dopo che il padre gli aveva proibito di dedicarsi alla danza classica. Nel corso della sua carriera agonistica ha dovuto affrontare serie difficoltà economiche, e ha potuto continuare a pattinare solo grazie all'aiuto di un filantropo americano.
Dopo il successo olimpico del 1976 il tabloid tedesco Bild ha rivelato l'omosessualità di Curry al grande pubblico.
È morto a soli 44 anni a causa dell'AIDS.

## Palmarès
| Internazionali            | Internazionali | Internazionali | Internazionali | Internazionali | Internazionali | Internazionali | Internazionali |
| Evento                    | 1969–70        | 1970–71        | 1971–72        | 1972–73        | 1973–74        | 1974–75        | 1975–76        |
| ------------------------- | -------------- | -------------- | -------------- | -------------- | -------------- | -------------- | -------------- |
| Giochi olimpici invernali |                |                | 10°            |                |                |                | 1°             |
| Campionati mondiali       |                | 14°            | 9°             | 4°             | 7°             | 3°             | 1°             |
| Campionati europei        | 12°            | 7°             | 5°             | 4°             | 3°             | 2°             | 1°             |
| St. Gervais International |                | 1°             |                |                |                |                |                |
| Nazionali                 |                |                |                |                |                |                |                |
| Campionati britannici     | 2°             | 1°             |                | 1°             | 1°             | 1°             | 1°             |